# HD 63578
HD 63578，又名CD-46 3435，SAO 219000、HR 3037，是一颗恒星，视星等为5.23，位于銀經260.25，銀緯-10.56，其B1900.0坐标为赤經7h 44m 30.1s，赤緯-46° -10.56′ 37″。